# Liste der Stolpersteine im Neckar-Odenwald-Kreis

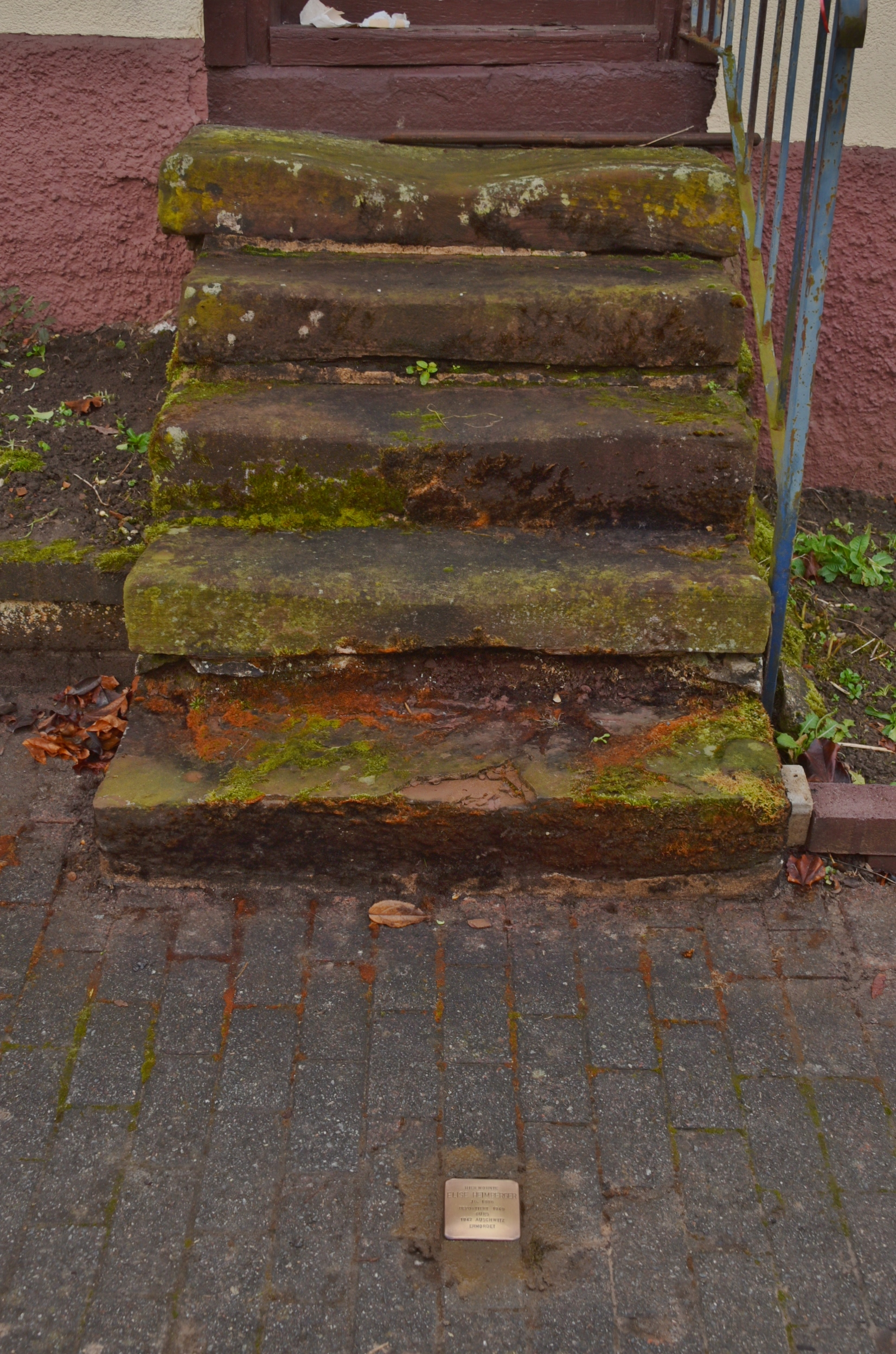
Stolperstein in Rosenberg

Die Liste der Stolpersteine im Neckar-Odenwald-Kreis beschreibt besondere Pflastersteine in Gehwegen, die an die Opfer der nationalsozialistischen Diktatur im Neckar-Odenwald-Kreis im baden-württembergischen Regierungsbezirk Karlsruhe in Deutschland erinnern sollen. Die Stolpersteine wurden vom Künstler Gunter Demnig konzipiert und werden von ihm in fast ganz Europa verlegt.

## Liste der Stolpersteine

### Adelsheim

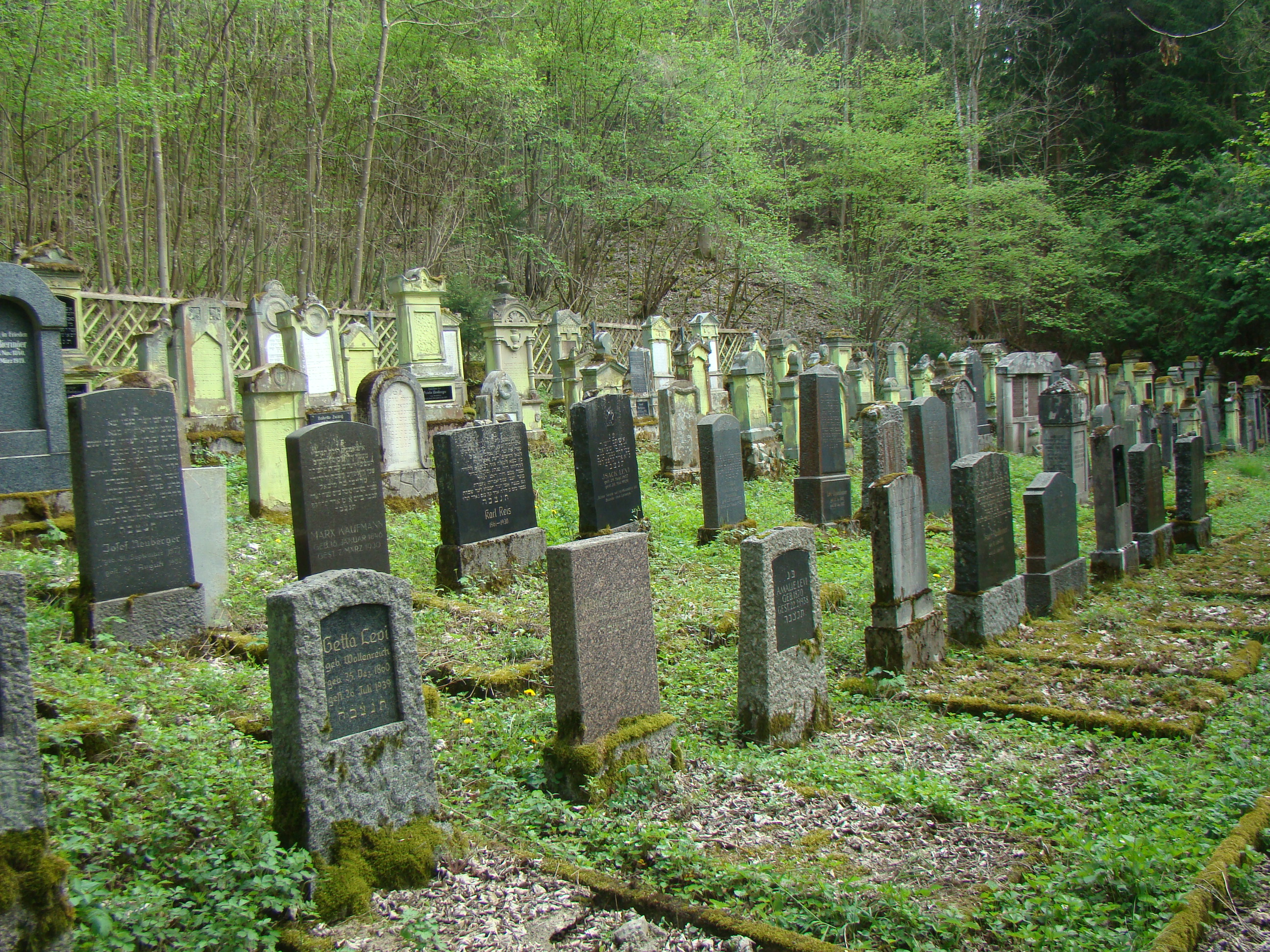
Jüdischer Friedhof in Sennfeld (Adelsheim)

Juden lebten bereits seit dem Mittelalter in Adelsheim, doch blieb ihre Zahl bis zur Mitte des 19. Jahrhunderts gering. Kaiser Ludwig der Baier hatte 1338 den Herren von Adelsheim gestattet, in ihrem Gebiet vier jüdische Familien zu halten. Die Begrenzung auf vier Familien wurde noch bis 1806 eingehalten. Drei Jahre später nahmen fünf jüdischen Familien folgende Familiennamen an: Alexander, Bieringer, Billigheimer, Hahn und May. In der Folge stieg der jüdische Bevölkerungsanteil auf knapp unter fünf Prozent an, er erreichte den Höchststand 1886 mit siebzig Personen. Mitte des 19. Jahrhunderts betrieben Juden in Adelsheim ein breites Spektrum an Geschäften – eine Branntweinbrennerei, ein Manufakturwarengeschäft, eine Metzgerei mit Viehhandlung, eine Wollhandlung und das Gasthaus Zur Rose. Die jüdische Gemeinde, sie zählte zum Bezirksrabbinat Merchingen, verfügte über eine Synagoge, eine Religionsschule und ein rituelles Bad. Angestellt war ein Lehrer, der auch als Vorbeter und Schochet tätig war. In Ermangelung eines eigenen Friedhofs wurden die Toten erst in Bödigheim, später in Sennfeld bestattet. Ab 1890 war David Wertheim Vorsteher der Gemeinde. Die Kopfzahl der Gemeinde verringerte sich bis zur Mitte der 1920er Jahre auf 32, als Religionslehrer, Schriftführer, Kantor und Schochet war von 1909 bis 1937 Moritz Bloch angestellt, der in der Folge nach Palästina emigrierte.
In Adelsheim wurden fünf Stolpersteine an zwei Adressen verlegt.
| Stolperstein                              | Inschrift | Verlegeort                 | Name, Leben |
| ----------------------------------------- | --- | -------------------------- | --- |
| Stolpersteine für Berta und Max Alexander | HIER WOHNTE BERTA ALEXANDER GEB. OPPENHEIMER JG. 1886 DEPORTIERT 1940 GURS ERMORDET 1940 AUSCHWITZ                | Rietstraße 3 ·             | Berta Alexander geb. Oppenheimer wurde am 15. Januar 1892 in Neckarzimmern geboren. Ihre Eltern waren Seligmann und Sarah Oppenheimer. Sie heiratete Max Alexander (Jg. 1874), der mit Ölen und Fetten handelte, und zog zu ihm nach Adelsheim. Das Paar bekam zwei Söhne: Alfred, geboren am 22. Juni 1920 in Adelsheim, und Moritz. Im Jahr 1940 wurden die Eheleute in das Camp de Gurs verschleppt. Beide wurden in der Folge vom NS-Regime ermordet, der Ehemann am 31. Dezember 1942 im Camp de Nexon, Berta Alexander zu einem unbekannten Zeitpunkt im Vernichtungslager Auschwitz. Beide Söhne konnten rechtzeitig in die Vereinigten Staaten flüchten, so die Shoah überleben und Familien gründen. Moritz Alexander nannte sich in den USA Morris, heiratete und bekam ein Kind. Er war später nochmals verheiratet. Alfred Alexander wurde Zuckerbäcker, heiratete, bekam zwei Söhne und sechs Enkelkinder. Er starb im Alter von 91 Jahren in Evanston im Bundesstaat Illinois. |
| Stolpersteine für Berta und Max Alexander | HIER WOHNTE MAX ALEXANDER JG. 1874 DEPORTIERT 1940 GURS TOT 1942 NEXON                                            | Rietstraße 3 ·             | Max Alexander wurde am 16. November 1874 in Adelsheim geboren. Seine Vorfahren lebten schon vor 1750 in Adelsheim, einer von ihnen war Wirt und führte das Gasthaus zur Rose. Seine Eltern waren Maier Alexander und Babette geb. Khan (1842–1917). Er hatte zwei ältere Brüder, Siegmund (1867–1925) und Samuel (geboren 1870). Er hatte einen kleinen Laden für Öle und Fette in der Rietstraße und war oft als "Schmier-Max" mit dem Handkarren unterwegs. Er heiratete Berta geb. Oppenheim, die zu ihm zog. Das Paar bekam zwei Söhne: Alfred, geboren am 22. Juni 1920 in Adelsheim, und Moritz. Im Jahr 1940 wurden die Eheleute in das Camp de Gurs verschleppt. Dort wurden sie getrennt. Seine Frau wurde nach Auschwitz deportiert und dort ermordet. Max Alexander wurde in das Camp de Nexon transferiert und kam dort am 31. Dezember 1942 ums Leben. Beide Söhne konnten rechtzeitig in die Vereinigten Staaten flüchten, dort die Shoah überleben und Familien gründen.      |
|                                           | HIER WOHNTE EMIL SIEGMUND NEUBERGER JG. 1874 DEPORTIERT 1940 GURS TOT 2.1.1942                                    | Sennfeld, · Kirchgasse 2 · | Emil Siegmund Neuberger wurde 15. September 1874 in Sennfeld geboren. Er wurde am 22. Oktober 1940 von Vertretern des NS-Regimes in das Camp de Gurs am Fuße der Pyrenäen deportiert. Dort verlor er am 2. Januar 1942 sein Leben. |
|                                           | HIER WOHNTE SALOMON NEUBERGER JG. 1872 DEPORTIERT 1940 GURS TOT 8.11.1941                                         | Sennfeld, · Kirchgasse 2 · | Salomon Neuberger wurde am 27. April 1872 in Sennfeld geboren. Seine Eltern waren Moses Neuberger und Sara Neuberger. Er führte eine Viehhandlung mit Landwirtschaft und heiratete Johannette Selma geb. Rollmann. 1932 war er 3. Vorsteher der jüdischen Gemeinde von Sennfeld. Salomon Neuberger starb am 8. November 1941 im Camp de Gurs, einem Internierungslager in Südfrankreich zwecks Durchführung des Holocaust. |
|                                           | HIER WOHNTE SELMA NEUBERGER GEB. ROLLMANN JG. 1883 DEPORTIERT 1940 GURS INTERNIERT DRANCY 1942 AUSCHWITZ ERMORDET | Sennfeld, · Kirchgasse 2 · | Selma Neuberger geb. Rollmann wurde am 23. Juni 1883 geboren. Sie heiratete Salomon Neuberger, seines Zeichens Viehhändler, Landwirt und ab 1932 3. Vorsteher der jüdischen Gemeinde von Sennfeld. Das Ehepaar wurde verhaftet und in das Camp de Gurs am Fuße der Pyrenäen deportiert. Dort starb der Ehemann am 8. November 1941. Selma Neuberger wurde am 5. August 1942 mit Transport No. 17, Zug 901-12, aus dem Camp de Gurs in das Vernichtungslager Auschwitz deportiert. Laut Stolperstein wurde sie 1942 ebendort ermordet. |

### Binau
1933 wohnten noch 20 Juden in Binau. Der steigende Verfolgungsdruck führte zur Emigration von Joseph Eisemann sowie der Familien Moritz Jesselsohn und Wilhelm Kaufmann in die Vereinigten Staaten. Sechs jüdische Bewohner übersiedelten in andere Orte Deutschlands. Der langjährige Gemeindevorsteher Heinrich Würzburger starb 1938. Während der Novemberpogrome 1938 wurde die Synagoge beschädigt. Fünf jüdische Männer wurden verhaftet und nach Dachau verschleppt. Am 22. Oktober 1940 wurden die sieben letzten Juden von Binau verhaftet und nach Gurs in Südfrankreich deportiert. Drei der Deportierten kamen in Frankreich ums Leben: Albert Kaufmann 1942 im Internierungslager Récébédou, Lina Edheimer im Hospital in Pau und Karl Kaufmann in Gurs. Drei der Deportierten wurden 1942 nach Auschwitz überstellt und in den dortigen Gaskammern ermordet: Adolf Edheimer, Fanny und Samuel Eisemann. Überleben konnte lediglich Rosa Kaufmann, die nach dem Untergang des NS-Regimes nach Amerika auswanderte.
In Binau wurden bislang zwei Stolpersteine an einer Adresse verlegt. Die Initiative ging von Sharon Hammerman aus, Enkeltochter der beiden Opfer. Sie benötigte knapp vier Jahre Überzeugungsarbeit sowie die Unterstützung zweier US-Senatoren, des marokkanischen Botschafters und eines früheren Bundestagsabgeordneten, um das Projekt realisieren zu können. Der Widerstand der örtlichen Bevölkerung und der Verwaltung war erheblich.
| Stolperstein                               | Inschrift                                                                                     | Standort                | Name, Leben |
| ------------------------------------------ | --------------------------------------------------------------------------------------------- | ----------------------- | --- |
| Stolperstein für Samuel und Fanny Eisemann | HIER WOHNTE FANNY EISEMANN GEB. STENGEL JG. 1886 DEPORTIERT 1940 GURS ERMORDET 1942 AUSCHWITZ | Reichenbucher Straße 12 | Fanny Eisemann geb. Stengel wurde am 2. Februar 1886 in Weingarten in Baden geboren. Ihre Eltern waren Max Stengel (1860–1930) und Zerline geb. Meier (1858–1943). Sie hatte eine Schwester und zwei Brüder, Moritz (geboren 1888), Hilda (geboren 1891, später verehelichte Maier) und Julius (1897–1974). Sie heiratete Samuel Eisemann, einen Kaufmann, und zog zu ihm nach Binau. Das Paar hatte zwei Kinder, Flora (geboren am 2. September 1913) und Josef (geboren am 27. November 1920). Fanny Eisemann und ihr Ehemann wurden am 22. Oktober 1940 in das Internierungslager Gurs im Süden Frankreichs verschleppt. Sie wurden in das Sammellager Drancy überstellt und am 14. August 1942 in das Vernichtungslager Auschwitz. Fanny und Samuel Eisemann wurden beide vom NS-Regime im Zuge der Shoah ermordet. Die Kinder konnten rechtzeitig in Sicherheit gebracht werden. Sie blieben nach dem Untergang des NS-Regimes in den Vereinigten Staaten, heirateten und machten Fanny Eisemann postum zur fünffachen Großmutter. Ihre Mutter wurde 1943 in einer Gaskammer von Auschwitz ermordet. Ihre Schwester starb 1954 in den Niederlanden, auch der jüngere Bruder überlebte die Shoah. |
| Stolperstein für Samuel und Fanny Eisemann | HIER WOHNTE SAMUEL EISEMANN JG. 1880 DEPORTIERT 1940 GURS ERMORDET 1942 AUSCHWITZ             | Reichenbucher Straße 12 | Samuel Eisemann wurde am 30. Januar 1880 in Binau geboren. Er war Kaufmann und heiratete Fanny geb. Stengel aus dem badischen Weingarten. Das Paar hatte zwei Kinder, Flora (geboren am 2. September 1913) und Josef Joachim (geboren am 27. November 1920). Er und seine Frau wurden am 22. Oktober 1940 in das Internierungslager Gurs im Süden Frankreichs verschleppt. Das Ehepaar wurde in das Sammellager Drancy überstellt und am 14. August 1942 in das Vernichtungslager Auschwitz. Fanny und Samuel Eisemann wurden beide vom NS-Regime im Zuge der Shoah ermordet. Beide Kinder konnten in Sicherheit gebracht werden. Sie überlebten in den Vereinigten Staaten. Die Tochter heiratete Curt Freiberg aus Winnweiler (1906–1960), die beiden hatten zwei Kinder. Flora Freiberg starb bereits am 22. September 1954 in North Carolina. Josef Eisemann, in America Joe genannt, heiratete ebenfalls, hatte drei Kinder und starb am 29. November 2005 in Houston, Texas. |

### Mosbach
In Mosbach wurde ein Stolperstein für eine behinderte Frau verlegt.
| Stolperstein | Inschrift | Standort    | Name, Leben |
| ------------ | --- | ----------- | --- |
|              | HIER WOHNTE MARIA ZEITLER JG. 1911 EINGEWIESEN 1914 JOHANNES-ANSTALTEN 'VERLEGT' 1940 GRAFENECK ERMORDET 8.10.1940 AKTION T 4 | Gartenweg 5 | Maria Zeitler wurde 1911 geboren und kam bereits mit drei Jahren in eine sogenannte „Erziehungs- und Pflegeanstalt für Geistesschwache“, die Johannes-Anstalten in Mosbach. Ihr Vater war Postbeamter. Er hoffte, dass sie in der Anstalt gut versorgt würde. Vom NS-Regime als „geistig behindert“ eingestuft, war sie eine der ersten Patienten der Region, die in der Aktion T4 ermordet wurden. Sie wurde 1940 in die Tötungsanstalt Grafeneck im baden-württembergischen Landkreis Reutlingen überstellt und dort am 8. Oktober 1940 vergast. Die Urne kam per Post. Den Eltern teilten die Behörden mit, Maria sei in einem österreichischen Pflegeheim an Typhus gestorben. Auch nach ihrem Tod sei s’Mariele in der Familie stets präsent gewesen, sagte ihr Neffe im Rahmen einer Gedenkfeier. Er hatte ihre Lebensgeschichte recherchiert und rekonstruiert. |

### Ravenstein
In Ravenstein wurden zwei Stolpersteine an einer Adressen verlegt.
| Stolperstein                                   | Inschrift | Standort                  | Name, Leben |
| ---------------------------------------------- | --- | ------------------------- | --- |
| Stolpersteine für Nathan und Ida Fleischhacker | AKAZIENSTR. 3 WOHNTE IDA FLEISCHHACKER GEB. WEIL JG. 1887 HEIMATORT VERLASSEN MANNHEIM DEPORTIERT 1940 GURS ERMORDET 1942 AUSCHWITZ | Merchingen, Akazienstraße | Ida Fleischhacker geb. Weil wurde am 27. Juni 1891 in Schmieheim geboren. Ihre Eltern waren Isaak Marx Weil (1846–1932) und Mathilde geb. Auerbacher (1862–1934). Sie hatte vier Schwestern. Sie heiratete Nathan Fleischhacker aus Merchingen. Das Ehepaar hatte zumindest zwei Kinder, Alfred (geboren 1923) und Erica (später verehelichte Gold). Das Ehepaar wurde zuerst nach Gurs deportiert, später nach Auschwitz, wo sie beide im August 1942 ermordet wurden. Beide Kinder konnten die Shoah überleben, der Sohn in Großbritannien, die Tochter in Frankreich, nachdem sie aus dem Lager Gurs flüchten und mit Hilfe der Résistance untertauchen konnte. Drei ihrer Schwestern, Pauline, Frieda und Hedwig, wurden ebenfalls im August 1942 in Auschwitz ermordet. Retten konnte sich einzig die älteste Schwester, Klara Marx, geboren 1883, verheiratet mit Joseph Marx, Mutter dreier Söhne, die ebenfalls die Shoah überleben konnten. |
| Stolpersteine für Nathan und Ida Fleischhacker | AKAZIENSTR. 3 WOHNTE NATHAN FLEISCHHACKER JG. 1887 HEIMATORT VERLASSEN MANNHEIM DEPORTIERT 1940 GURS ERMORDET 1942 AUSCHWITZ        | Merchingen, Akazienstraße | Nathan Fleischhacker wurde am 14. September 1887 in Merchingen geboren. Seine Eltern waren Leopold Fleischhacker (1856–1932) und Karolina Fleischhacker (1856–1932). Er hatte vier Brüder und eine Schwester. Er heiratete Ida geb. Weil. Das Ehepaar hatte zumindest zwei Kinder, Alfred (geboren 1923) und Erica (später verehelichte Gold). Das Ehepaar wurde zuerst nach Gurs deportiert, später nach Auschwitz, wo sie beide im August 1942 ermordet wurden. Auch seine Brüder Julius und Siegmund wurden vom NS-Regime ermordet. Beide Kinder konnten überleben: Der Sohn kam im Juli 1939 mit einem Kindertransport nach Großbritannien, er kehrte 1947 nach Deutschland zurück, wurde Redakteur des Rundfunks der DDR und arbeitete ab 1975 als Korrespondent in Bonn. Er starb 2010 in Berlin. Die Tochter, die gemeinsam mit den Eltern nach Gurs deportiert worden war, konnte mit Unterstützung der Résistance fliehen und untertauchen. Auch sie überlebte. Sein Bruder Siegfried und dessen Familie konnte in die Vereinigten Staaten emigrierten und dort die Shoah überleben. |

### Rosenberg
Im 18. Jahrhundert entstand eine kleine jüdische Gemeinde in Sindolsheim, heute Ortsteil von Rosenberg in Baden. Es ist aber wahrscheinlich, wenn auch nicht urkundlich nachgewiesen, dass hier bereits im Spätmittelalter Juden siedelten. Sie standen unter dem Schutz der reichsritterschaftlichen Familie Rüdt von Collenberg-Bödigheim, nach 1705 der Eberstadter Linie. Ab Ende der 1820er Jahre zählte die Gemeinde zum Bezirksrabbinat Merchingen, nach 1886 zum Bezirksrabbinat Mosbach. Im frühen 19. Jahrhundert stand an der Kronenstraße eine Synagoge, die bis in die 1910er Jahre genutzt wurde. Das Bauwerk konnte mangels Mitteln nicht saniert werden und wurde um 1920 abgebrochen. Es gab eine Mikwe in einem Hause neben dem Mühlkanal. Ihre Toten bestatteten die Sindolsheimer Juden auf dem jüdischen Friedhof in Bödigheim. Am Morgen des 22. Oktober 1940 erschienen Uniformierte an den Wohnungstüren der Juden und forderten sie auf, innerhalb einer Stunde die Koffer zu packen. Die Juden wurden zu Sammelstellen gebracht und in das Camp de Gurs deportiert, einem Internierungslager im äußersten Südwesten Frankreichs.
Auch in Rosenberg selbst bestand ab dem 18. Jahrhundert eine kleine jüdische Gemeinde, die ebenfalls dem Bezirksrabbinat Merchingen unterstellt war. Ihren Höchststand erreichte die Kultusgemeinde um 1830/1835 mit rund 75 Personen. Danach verringerte sich die Zahl der Juden im Ort kontinuierlich, der letzte Vorbeter war Abraham Ohnhaus. 1888 wurde die jüdische Gemeinde aufgelöst, bis zur Jahrhundertwende verließen alle Juden Rosenberg. Von den Sindolsheimer Juden wurden laut Yad Vashem und des Gedenkbuches des Bundesarchivs insgesamt zwölf Opfer der Shoah.
In Sindolsheim wurden sieben Stolpersteine an vier Adressen verlegt, initiiert vom Ortschaftsrat und vom Förderverein Heimat und Kultur. Dieser Verein schuf auch einen Memorialstein, der zur Hälfte in Neckarzimmern steht und zur anderen Hälfte in Sindolsheim. Der gespaltene Felsblock soll symbolisieren, dass die Menschen damals gewaltsam aus ihrer Heimat herausgerissen wurden.
| Stolperstein                         | Inschrift | Verlegeortort                                   | Name, Leben |
| ------------------------------------ | --- | ----------------------------------------------- | --- |
| Stolperstein für Walter Viktor Hecht | HIER WOHNTE WALTER VIKTOR HECHT JG. 1910 'SCHUTZHAFT' 1938 GEFÄNGNIS HEIDELBERG DACHAU 11.7.1938 FLUCHTVERSUCH ERSCHOSSEN 12.7.1938 | Sindolsheim, Kirnautalstraße 23                 | Walter Viktor Hecht wurde am 14. Oktober 1910 in Sindolsheim geboren. Er wurde verhaftet und als sogenannter „Schutzhäftling“ im Gefängnis Heidelberg inhaftiert. Am 11. Juli 1938 wurde er in das Konzentrationslager Dachau deportiert. Tags darauf unternahm er angeblich einen Fluchtversuch. Er wurde von Vertretern des NS-Regimes erschossen. |
|                                      | HIER WOHNTE ELISE HEIMBERGER JG. 1886 DEPORTIERT GURS 1942 AUSCHWITZ ERMORDET                                                       | Sindolsheim, Marktstraße 4                      | Elise Heimberger, auch Eliza, wurde am 1. Dezember 1886 in Sindolsheim geboren. Ihr Vater war Leider bzw. Lazarus Heimberger. Sie war Näherin und blieb unverheiratet. Sie wurde 1940 verhaftet, zuerst in das Camp de Gurs am Fuße der Pyrenäen und danach in das Vernichtungslager Auschwitz deportiert, wo sie ermordet wurde. |
| Stolperstein für Jettchen Niedermann | HIER WOHNTE JETTCHEN NIEDERMANN JG. 1884 DEPORTIERT 1940 GURS ERMORDET 5.1.1941                                                     | Sindolsheim, Lammstraße (gegenüber Kellereiweg) | Jettchen Niedermann wurde am 13. Juni 1884 in Sindolsheim geboren. Ihre Eltern waren Simon Niedermann, ein Metzger, und Barbara geb. Reiß oder Reuß, genannt Babette. Sie hatte fünf Geschwister, darunter eine ältere Schwester, Nannchen, geboren 1882. Beide blieben unverheiratet. Am 22. Oktober 1940 wurden die Schwestern mit einem Transport, der Juden aus Baden, der Pfalz und dem Saarland umfasste, in das am Fuße der Pyrenäen gelegene Camp de Gurs verschleppt. Dort herrschte Hunger, Kälte und Entbehrung. Am 5. Januar 1941 verlor Jettchen Niedermann in diesem Lager ihr Leben. Ihr Bruder Albert, geb. 1888 in Sindolsheim, erst Schneider, später Gärtner und Synagogendiener, und dessen Frau Friedrike geb. Heimberger wurden ebenfalls im Zuge der Shoah ermordet, er in Majdanek, sie in Auschwitz. Deren Söhne Paul und Arnold konnten jedoch im Exil überleben. Arnold ging in die Vereinigten Staaten, er starb 2000 in Los Angeles. Paul ließ sich nach dem Ende des NS-Regimes in Frankreich nieder, er starb im Dezember 2018 in Paris. |
| Stolperstein für Hannchen Niedermann | HIER WOHNTE HANNCHEN NIEDERMANN JG. 1882 DEPORTIERT 1940 GURS SCHICKSAL UNBEKANNT                                                   | Sindolsheim, Lammstraße (gegenüber Kellereiweg) | Johanna Niedermann, genannt Hannchen, wurde am 4. Juni 1882 in Sindolsheim geboren. Ihre Eltern waren Simon Niedermann, ein Metzger, und Barbara geb. Reiß oder Reuß, genannt Babette. Sie hatte fünf Geschwister, darunter eine jüngere Schwester, Jettchen, geboren 1884. Beide blieben unverheiratet. Am 22. Oktober 1940 wurden die Schwestern mit einem Transport, der Juden aus Baden, der Pfalz und dem Saarland umfasste, in das am Fuße der Pyrenäen gelegene Camp de Gurs verschleppt. Dort herrschte Hunger, Kälte und Entbehrung. In diesem Lager verloren Nannchen Niedermann uns ihre Schwester das Leben. Auch zumindest ein Bruder und eine Schwägerin, Albert und Friedrike Niedermann, wurden im Zuge der Shoah ermordet. |
| Stolperstein für Klara Rothschild    | HIER WOHNTE KLARA ROTHSCHILD GEB. HECHT JG. 1866 DEPORTIERT 1940 GURS INTERNIERT RECEDEBOU ERMORDET 9.4.1941                        | Sindolsheim, Bofsheimer Straße 2                | Klara Rothschild geb. Hecht wurde am 24. April 1866 in Sindolsheim geboren. Ihre Eltern waren Victor Hecht und Karolina geb. Strauß. Sie war mit Jonas Rothschild verheiratet. Sie wurde am 22. Oktober 1940 in das Camp de Gurs, gelegen am Fuße der Pyrenäen, deportiert. Danach wurde sie in das Camp du Récébédou überstellt, wo sie am 9. April 1941 ums Leben kam. |
| Stolperstein für Jette Schorsch      | HIER WOHNTE JETTE SCHORSCH JG. 1867 DEPORTIERT 1940 GURS ERMORDET 7.11.1941                                                         | Sindolsheim, Kirnautalstraße 25                 | Jette Schorsch wurde am 28. Mai 1867 in Sindolsheim geboren. Ihre Eltern waren Isaac Schorsch (1834–1907) und Karoline Chaia geb. Heimberger (1831–1916). Sie hatte drei Geschwister, Leon (1869–1935), Susanna (geboren 1872) und Max (geboren 1878, gefallen im Ersten Weltkrieg). Sie wurde gemeinsam mit ihrer Schwester in das Internierungslager Gurs deportiert. Dort kam sie am 7. November 1941 – viereinhalb Monate nach ihrer Schwester – ums Leben. |
| Stolperstein für Sannchen Schorsch   | HIER WOHNTE SANNCHEN SCHORSCH JG. 1872 DEPORTIERT 1940 GURS ERMORDET 24.6.1941                                                      | Sindolsheim, Kirnautalstraße 25                 | Susanna Schorsch, genannt Sannchen, wurde am 30. Mai 1872 in Sindolsheim geboren. Ihre Eltern waren Isaac Schorsch (1834–1907) und Karoline Chaia geb. Heimberger (1831–1916). Sie hatte drei Geschwister, Jette (geboren 1867), Leon (1869–1935) und Max (geboren 1878, gefallen im Ersten Weltkrieg). Sie wurde gemeinsam mit ihrer Schwester in das Internierungslager Gurs deportiert, wo sie am 24. Juni 1941 ums Leben kam. |

## Verlegedaten
- 15. Mai 2012: Adelsheim (Rietstraße 3), Ravenstein, Rosenberg
- 11. April 2013: Binau
- 14. November 2013: Mosbach
- 2. Dezember 2014: Adelsheim (Kirchgasse 2)